# Gilles Lipovetsky
Gilles Lipovetsky (Millau, 24 de septiembre de 1944) es un filósofo y sociólogo francés. En sus principales obras (en particular, La era del vacío) analiza lo que se ha considerado la sociedad posmoderna, con temas recurrentes como el narcisismo apático, el consumismo, el hiperindividualismo psicologista, la deserción de los valores tradicionales, la hipermodernidad, la cultura de masas y su indiferencia, la abolición de lo trágico, el hedonismo instanteneista, la pérdida de la conciencia histórica y el descrédito del futuro, la moda y lo efímero, los mass media, el culto al ocio, la cultura como mercancía, el ecologismo como disfraz y pose social, entre otras. 

## Vida y carrera
Lipovetsky nació en Millau en 1944. Su padre era emigrante judío ruso y su madre francesa católica oriunda de Niza. Fue alumno del liceo Michelet durante la década de 1960. Participó en las protestas juveniles de 1968 en París. Estudió filosofía en la Universidad de Grenoble, en la que se adhirió al grupo Socialisme ou barbarie de Cornelius Castoriadis, hasta que otro profesor, Claude Lefort, le descubrió a Alexis de Tocqueville.
Es profesor agregado de filosofía y miembro del Consejo de Análisis de la Sociedad y consultor de la asociación Progrès du Management. Enseña en la Universidad de Grenoble.
Con el éxito de su primer libro, L'ère du vide (La era del vacío), publicado en 1983, se dio a conocer internacionalmente y se convirtió en uno de los intelectuales franceses más importantes de finales del siglo XX.

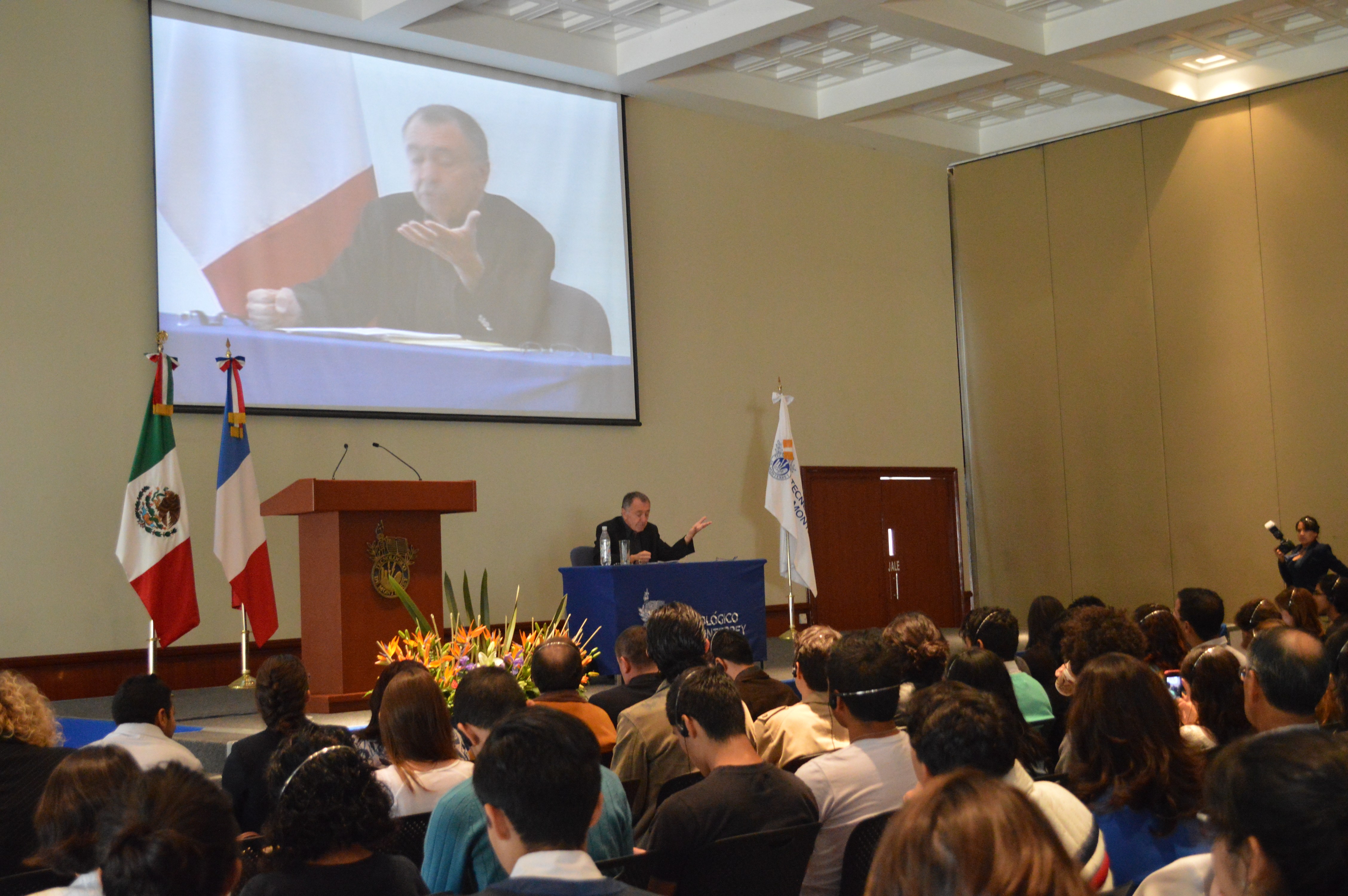
Lipovetsky expone en el Instituto Tecnológico y de Estudios Superiores de Monterrey, Campus Ciudad de México

## Obras

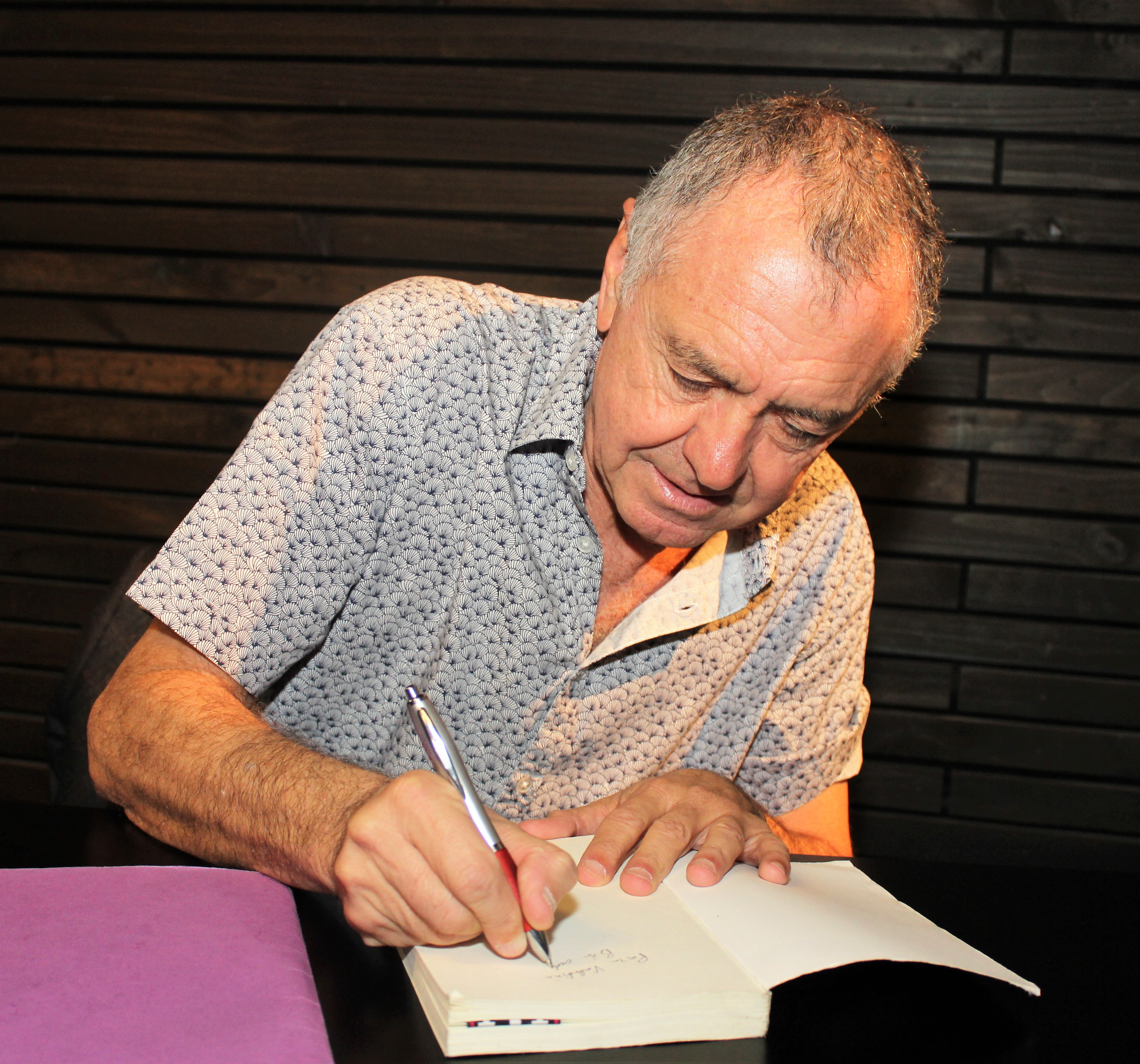
Lipovetsky firmando libros en la Universidad Diego Portales.

- Gustar y emocionar: Ensayo sobre la sociedad de la seducción, Ed. Anagrama ISBN 978-84-339-6460-1
- De la ligereza, Ed. Anagrama ISBN 978-84-339-6404-5
- La era del vacío: ensayo sobre el individualismo contemporáneo, Ed. Anagrama ISBN 978-84-473-7018-4
- El imperio de lo efímero: La moda y su destino en las sociedades modernas, Ed. Anagrama ISBN 978-84-339-6778-7
- El crepúsculo del deber: La ética indolora de los nuevos tiempos democráticos, Ed. Anagrama ISBN 978-84-339-6795-4
- La tercera mujer: Permanencia y revolución de lo femenino, Ed. Anagrama ISBN 978-84-339-0573-4
- Metamorfosis de la cultura liberal: Ética, medios de comunicación, empresa, Ed. Anagrama ISBN 978-84-339-0573-4
- El lujo eterno: De la era de lo sagrado al tiempo de las marcas, Ed. Anagrama ISBN 978-84-339-6213-3
- Los tiempos hipermodernos, Ed. Anagrama ISBN 978-84-339-6247-8
- La felicidad paradójica: Ensayo sobre la sociedad de hiperconsumo, Ed. Anagrama ISBN 978-84-339-6266-9
- Educar en la ciudadanía, Institución Alfonso el Magnánimo (Valencia), ISBN 978-84-7822-350-3
- La sociedad de la decepción, Ed. Anagrama ISBN 978-84-339-6276-8
- La pantalla global: cultura mediática y cine en la era hipermoderna, Ed. Anagrama ISBN 978-84-339-6290-4
- La cultura Mundo: Respuesta a una Sociedad Desorientada, Ed. Anagrama ISBN 978-84-339-6314-7
- El Occidente globalizado: Un debate sobre la cultura planetaria, Ed. Anagrama ISBN 978-84-339-6334-5
- La estetización del mundo: vivir en la era del capitalismo artístico, Ed. Anagrama, ISBN 978-84-339-6375-8

## Distinciones
- Chevalier de la Légion d'Honneur
- Docteur honoris causa de l'Université de Sherbrooke (Quebec, Canadá)
- Docteur honoris causa de la nouvelle Université Bulgare (Sofía)
- Doctor honoris causa de la Universidad de Aveiro (Portugal)
- Doctor honoris causa de la Universidad Veracruzana (México)
- Doctor honoris causa de la Universidad Autónoma del Caribe (Colombia-Barranquilla)
- Profesor honorario de la Universidad del Pacífico (Lima-Perú)
- Miembro del jurado mundial del Prix Versailles 2015, 2016 y 2017[1]